# Jan Tworowski
Jan Tworowski z Buczacza herbu Pilawa (zm. 1547 w Buczaczu) – hetman nadworny koronny w 1509, hetman polny koronny w latach 1509–1520, wojewoda podolski od 1543, kasztelan kamieniecki od 1519, starosta trembowelski. 
Poseł na sejm krakowski 1531/1532 roku z województwa podolskiego.
Przez małżeństwo około roku 1526 z Katarzyną Buczacką, ostatnią dziedziczką Buczacza z Buczackich herbu Abdank stali go nazywać Buczackim herbu Pilawa.
10 maja 1553 w Krakowie król Zygmunt II August polecił rajcom kołomyjskim, aby stanęli przed rewizorami, wyznaczonymi dla zbadania sporu między nimi a wojewodziną podolską Katarzyną z Buczacza.  
W starej farze buczackiej istniał jego wyzłocony nagrobek z nadpisem w języku łacińskim:
Hic jacet Magnificus Dominus, D.Joannes Tworowski Palatinus Podoliae, Dux fueram bello, pedibus nunc calcor humanis Nec quicquam nisi me nunc benefacta juvant, Vivite ergo sic nati, ut vivatis Olympo, Terra iter ad coelum est, ad Stygiumque canem. Dispone domui tuae, quia morieris et memorare novissimaquia non pecabis. Anno Domini 1547.
Zdaniem ks. Sadoka Barącza OP był dziadkiem Jana Krzysztofa Buczackiego-Tworowskiego, według innych danych był jego pradziadkiem.